# Lucian Freud
Pour les articles homonymes, voir Freud (homonymie).
Lucian Freud, né le 8 décembre 1922 à Berlin et mort le 20 juillet 2011 à Londres, est un peintre et graveur figuratif britannique d'origine allemande.
Il est considéré comme un des peintres figuratifs les plus importants du XXe et du XXIe siècle, l'« Ingres de l'existentialisme » selon la formule de l'historien de l'art Herbert Read.
Il est notamment célèbre pour avoir peint, en 2001, le portrait de la reine Élisabeth II à l'occasion de son jubilé d'or, tableau qui a soulevé une polémique au Royaume-Uni.

## Biographie
Petit-fils du médecin et fondateur de la psychanalyse, Sigmund Freud, et de sa femme Martha Bernays, Lucian naît à Berlin. Son père, l'architecte Ernst L. Freud (en) (1892-1970), est le plus jeune fils de Sigmund Freud. En 1933, pour échapper à l'antisémitisme nazi, Ernst Freud emmène sa famille à Londres : sa femme Lucie Brasch et ses fils Lucian, Stephen (1921-2015) et Clement (1924-2009). En 1938, à la suite de l'Anschluss, Sigmund Freud les y rejoint.
Après ses études secondaires, Lucian entre en 1938–1939 à la Central School of Arts and Crafts de Londres. De 1939 à 1941, il suit les cours de Cedric Morris (en) à l'East Anglian School of Painting and Drawing à Dedham. Il est alors mobilisé dans la marine marchande puis démobilisé après trois mois de mer. De 1942 à 1943 il étudie à temps partiel au Goldsmith's College à Londres.  
En 1943, il illustre les poèmes de Nicholas Moore. Il expose, pour la première fois, à la galerie Lefèvre à Londres en 1944. Sa peinture est alors influencée par le surréalisme : en témoigne le tableau énigmatique The Painter's Room. Déjà, « l'univers personnel de Freud y est représenté : la fenêtre, la plante, l'animal, tous les éléments de son œuvre sont en place ».
En 1946, Freud visite Paris et la Grèce. Il reviendra très régulièrement à Paris pour rendre visite à Picasso et à Giacometti.
En 1948, il épouse la fille du sculpteur Jacob Epstein, Kitty Garman dont il aura deux filles, Annabel Freud et la poétesse Annie Freud. Il divorce de Kitty en 1952 pour se remarier en 1953 avec Lady Caroline Blackwood. En 1952, il peint dans la chambre 38 de l'hôtel La Louisiane le tableau Hotel Bedroom où il figure avec Lady Caroline Blackwood. Ce deuxième mariage n'est pas plus heureux et leur divorce intervient en 1958. Il a peint de très beaux portraits inspirés par ses épouses Kitty (Girl with a white Dog, 1950-51) et Caroline (Girl in a Green Dress, 1952 ). Lucian Freud, qui n'appréciait pas les contraintes de la vie de famille, vécut ensuite en célibataire, avec des compagnes successives dont il eut de nombreux enfants et des petits-enfants. Quatorze enfants ont été identifiés, dont la styliste Bella Freud (née en 1961), l'écrivain Esther Freud, l'artiste Jane McAdam Freud (en) (née en 1958) ou encore Noah Woodman, entre autres.
Au début des années 1960, sa rencontre avec Francis Bacon, Frank Auerbach, Leon Kossoff, Michael Andrews, dans un groupe emmené par R.B. Kitaj fit basculer sa technique. Bacon et Auerbach l’avaient convaincu de quitter sa manière fine et linéaire pour se laisser aller aux grands coups de brosse. Sa peinture s'était faite alors de plus en plus épaisse, appliquée dans des tonalités sourdes, dans les beiges et les gris, rehaussés de blanc. Ce groupe prit le nom d'« École de Londres » (School of London) – groupe auquel sera consacrée une exposition, en 1998–1999, au musée Maillol. Ce groupe de peintres figuratifs se constituait en réaction à la peinture abstraite dominante d'après-guerre et revendiquait une peinture réaliste dépassant les apparences pour cerner la vérité des sujets.
Lucian Freud peint sa famille, sa mère Lucie et ses filles (Bella and Esther, 1987-1988), ses amis, d'autres artistes, dont Frank Auerbach et Francis Bacon, des gens célèbres et des inconnus, certains ne posant que pour une œuvre, produit un grand nombre de portraits de l'artiste de performance australien Leigh Bowery, et également Henrietta Moraes (en), muse de nombreux artistes de Soho. Une série d'énormes portraits nus du milieu des années 1990 dépeignait la très grande Sue Tilley, ou "Big Sue" aux formes généreuses, certains utilisant son titre d'emploi de "Benefits Supervisor" dans le titre de la peinture. Le monumental tableau Benefits Supervisor Sleeping, 1995, vendu 33,6 millions de dollars chez Christie’s à New York en 2008 avait battu le record des ventes pour un artiste vivant.
Il peint face à des modèles vivants dans le huis-clos de son atelier. Les vues de Londres ou de son jardin sont réalisées à partir du point d'ancrage de l'atelier. Il travaille toute la journée et les séances de pose qu'il inflige à ses modèles sont interminables. Sa peinture After Cézanne, remarquable en raison de sa forme inhabituelle, a été achetée par la National Gallery of Australia pour 7,4 millions de dollars. La section supérieure gauche de ce tableau a été «greffée» sur la section principale ci-dessous, et une inspection plus approfondie révèle une ligne horizontale où ces deux sections ont été jointes.
À la fin de sa vie, les portraits de nus dominent sa peinture révélant l'intimité crue de ses modèles, celle de Leigh Bowery, de Sue Tilley ou de son fidèle assistant David Dawson (Sunny Morning-Eight Legs, 1997). Mais même les modèles habillés révèlent au spectateur leur nudité, la vérité de l'être qui perce toute apparence « Quand je peins des vêtements, je peins vraiment des gens nus couverts de vêtements » expliquait-il. En témoigne le portrait de son ami et compagnon d’équitation Andrew Parker Bowles, dont le splendide uniforme aux nombreuses médailles est entrouvert et montre la tristesse d’une fatigue intérieure (The Brigadier, 2003-4). Dans ses autoportraits, il scrute son visage comme celui des autres, sans bienveillance. Les critiques voient dans son œuvre une quête obsessionnelle, sonder la nature humaine à travers son enveloppe charnelle. Ses grands nus provocateurs et sans complaisance des années 1990 représentés dans des toiles aux grandes dimensions marquent l'apogée de son œuvre. 
Passionné de courses de chevaux et de chiens, Lucian Freud était un joueur impénitent. Un de ses grands collectionneurs, Alfie McLean était un bookmaker d'Irlande du Nord qui lui permettait de rembourser ses dettes de jeu en tableaux. Mais au fil des décennies, le peintre lui devait tellement d'argent que les portraits ne suffisaient plus à rembourser ce qu'il lui devait. Lorsqu'en 1992, le marchand américain William Acquavella voulut représenter le peintre, il a d'abord dû régler à Alfie McLean le solde de ses dettes de jeu se montant à 2,7 millions de livres sterling. Quand Alfie McLean est décédé en 2006, il possédait 23 œuvres d'une valeur estimée à l'époque à 100 millions de livres sterling. Freud a peint plusieurs portraits du bookmaker dont "The Big Man (1976-1977)". 
Lucian Freud décède dans la nuit du 20 au 21 juillet 2011, dans sa résidence de Londres. Il est enterré au cimetière de Highgate. Bien qu'étant devenu très riche, l'artiste vivait simplement, dans une maison avec un jardin située dans le quartier de Notting Hill, où il avait installé ses ateliers à l'étage.

### La reconnaissance
Le talent de Freud est reconnu à partir des années 1970–1980 avec, en 1974, l'exposition rétrospective de ses œuvres à la Hayward Gallery de Londres, puis, en 1982, avec la publication de la première monographie consacrée à son œuvre par Lawrence Gowing. La première grande exposition itinérante de son œuvre a lieu en 1987-1988 (Washington, Paris, Londres, Berlin). Après l'exposition de l'École de Londres suivent, en 2002, l'exposition de la Tate Britain, celle de la fondation La Caixa Barcelona, celle du Musée d'art contemporain de Los Angeles. En 2005 a lieu une importante rétrospective de son œuvre à Venise. En 2010 — Lucian Freud a alors 88 ans — est présentée à Paris l'exposition « Lucian Freud - L'Atelier », au Centre national d'art et de culture Georges-Pompidou, plus de vingt ans après la première rétrospective que lui avait consacrée le Centre, en 1987

#### Distinctions
- Membre de l'Ordre des compagnons d'honneur (CH - 1983)
- Membre de l'Ordre du Mérite britannique (OM)

## Présentation de l'œuvre
L'œuvre de Lucian Freud est divisé en plusieurs périodes : une première période aux compositions surréalistes ; puis une période réaliste dite « néo-romantique », où apparaissent les portraits dans une texture légère ; enfin la période de maturité, qui a fait la réputation de l'artiste.
Peints dans une texture épaisse, dans des tons bruns, gris et blancs, les portraits apparaissent souvent comme vus avec une acuité particulière qui ne veut cacher aucun détail, en particulier du visage, du modèle scruté. Peints sur le vif, ils sont repris de nombreuses fois.
Les modèles nus sont vus dans des ateliers désolés – en fait l'appartement vide où travaille le peintre –, sur des lits ou des sofas défoncés dans des poses inhabituelles et avec des attitudes crues. Aucun détail n'est caché. L'éclairage de la scène est souvent électrique, et on remarque des « coups de blanc » sur les chairs des modèles peints qui renforcent la sensation d'éclairage artificiel. Freud parle d'une « déformation particulière » qu'il obtient par sa façon de travailler et d'observer.
Il faut reconnaître aussi que, pour ses détracteurs, le style particulier de Freud choque par l'aspect caricatural, presque morbide de certaines de ses œuvres.
Peintre, Freud est également graveur. On lui doit un œuvre gravé sur cuivre abondante, en noir et blanc, et qui reprend et réinterprète les thèmes de sa peinture.
Lucian Freud a travaillé presque tous les jours durant les trois dernières années de sa vie sur un tableau intitulé Portrait of the Hound. Ce tableau est resté inachevé. Il s’agit du portrait de son ami David Dawson qui était aussi son assistant.

### Le point de vue d'Hector Obalk
Le critique d'art Hector Obalk a consacré à Lucian Freud un épisode de son émission Grand'Art, diffusée sur Arte en mars 2009. Il nous fait voyager dans l'univers de l'artiste depuis ses débuts jusqu'à son œuvre récente, notamment au travers d'une série d'autoportraits allant de ses toiles des années 1940 à celui de 2005. Hector Obalk y voit un bon moyen pour décrire l'évolution de la technique de Freud. Il y voit également, tour à tour, la représentation d'un peintre présomptueux, sûr de lui, faussement inquiet, enfin assumant sa nudité et les marques de la vieillesse. Son dernier autoportrait le représente en effet nu, les pieds dans des godillots ouverts, tenant de la main gauche sa palette et de la droite son couteau de peinture, dans le vide de son atelier, « qu'il n'a jamais voulu aménager » nous dit le critique.
Ses portraits traitent de personnes « ordinaires », des proches du peintre. Ils constituent parfois des séries, comme ceux de l'industriel irlandais, son chien et son fils, ceux de sa fille ou de son assistant David Dawson. En rendant aussi fidèlement que possible certains éléments de lumière, en exagérant d'autres traits, Lucian Freud a été capable de faire sentir le caractère de ses personnages.
Ses sujets non animés ont plutôt tendance à s'intégrer comme éléments du portrait, qu'ils soient détails (remontoir de montre ou ceinture pour l'industriel, cravate du fils de l'industriel au rendu rendant les reflets de la pièce) ou plus importants (fouillis d'objets sur la chaise à côté de son assistant). Toutefois, quelques œuvres portent exclusivement sur des éléments de décor, comme deux représentations du lavabo de son atelier.
D'un point de vue technique, Hector Obalk remarque au début de son travail un attachement aux reflets dans les yeux, certaines exagérations touchant presque à la caricature et, toujours, une recherche obsessionnelle du rendu de la lumière. Sur le tard, Freud ne dessine pour ainsi dire plus, il pose les touches de teintes des carnations, dessinant ainsi des visages, parfois englués sous une épaisse couche de peinture. Pour Obalk, toutefois, cela n'a pas toujours été une réussite…
Ce dernier relève trois changements dans la technique picturale de Freud. D'abord, un changement d'outil, une brosse plus dure. Ensuite, le passage à un blanc contenant plus d'oxyde de plomb, ce qui lui permet de rendre encore mieux les contrastes de lumière. Enfin, après être passé maître de sa technique, une remise en question totale qui lui fait abandonner en 1988, comme évoqué ci-dessus, le dessin des formes, pour l'application de touches de couleur, remise en question que seul un Titien avait été auparavant en mesure de faire, risque rendu possible du fait de la grande maîtrise technique, mais aussi de l'âge vénérable atteint par les deux peintres.

### L'intimité du processus
« I think great portrait has to do with the way it is approached. {...} So I think portraiture is an attitude. »

— Lucian Freud
Le portrait relève d'une attitude. Ce qui fait un grand portrait, c'est la manière dont on l'envisage, comment on le met en place. Lucian Freud parlait d'impulse quant au choix de ses modèles. Ces impulsions — ou furieuses envies selon la traduction — sont un premier indice du lien serré qui est entretenu entre lui et ses images. C'est pour cela qu'il a toujours évoqué son œuvre comme quelque chose d'autobiographique. « Everything is autobiographical » a écrit Martin Gayford à propos de Freud dans l'édition de ses sketchbooks. L'introduction du livre de Sarah Howgate explique que le Arts Council of England (en) légua à la National Portrait Gallery « this fascinating body of material includes 47 sketchbooks (...) and 35 letters ».  Elle trouva important d'inclure les lettres comme partie intégrante de sa pratique artistique. De même que beaucoup de ses carnets et dessins sont recouverts d'écritures, de mémos, numéros de GSM, rendez-vous et esquisses de lettres d'amour, le lien entre la vie et l'art sont indémêlables. 
Les peintures qu'il a produites sont des représentations de ses proches. De ses amis à ses enfants, ses femmes, son assistant, son whippet. Même si Freud refuse catégoriquement de laisser entrevoir ses sentiments dans ses tableaux, on ne peut complètement rester neutre face à la précision et à la vérité des personnes représentées. Tout est montré, les muscles tendus par la pose, les amas de graisse et bourrelets, l'ossature. La justesse dans la représentation fait ressortir l'observation précise de ce qui est peint, l'attention primordiale qu'il met pour représenter ses proches et la fidélité du détail.
Le lieu est clos, toujours le même : l'atelier du peintre. Un lieu personnel, vide, tout ce qui est présent n'a qu'un seul but, servir sa peinture. Des sofas, des canapés, des draps et chiffons, des matelas, un lavabo, quelques plantes, et rien d'autre.  Les murs sont vides, recouverts de couleur, trace d'un geste rapide pour enlever la matière picturale présente sur ses pinceaux.
Sebastian Smee dans Beholding the animal utilisera le terme « naked portrait », l'opposant au traditionnel mot « nude ». Robert Hugues continuera dans ce sens en ajoutant « While fiercely preserving respect » (tout en conservant un profond respect). 
La nudité joue un rôle précis dans l’œuvre de Freud, et elle arrive exactement où l'intimité s'arrête, au niveau de l'image produite. Elle sert son propos au niveau biologique des choses : de la même façon qu'il peint des animaux et des plantes, le corps humain nu est vu comme une bête au repos. Aucun sentiment ne transparaît ou ne doit être présent au moment de la peinture, au risque de la laisser inachevée, comme c'est arrivé en 1977 avec son Last Portrait, une huile sur toile resté inachevée, mais quand même exposée au public avec son titre évocateur, « Le dernier portrait ».  
La série de portraits de sa mère pourrait aussi laisser croire à un certain lien entre les deux personnes mais la raison en est bien moins sentimentale. En 1970, après la mort d'Ernest, le père de Lucian, sa mère tente de se suicider puis tombe en dépression d'avoir été ramenée à la vie par sa sœur qui passait par là. Freud dira : « She'd lost interest in every thing, including me ». Le fait qu'elle ait perdu tout intérêt pour lui la propulsait donc à la place de modèle idéal, il la peindra sans interruption pendant une quinzaine d'années, avant que celle-ci ne s'éteigne aussi.
Pour aller jusqu'au bout de son propos, Freud a pris comme modèles les personnes qu'il connaît le plus intimement, ses enfants.  Il a réalisé plusieurs portraits de ses filles, enfants, puis jeunes adultes et enfin femmes enceintes, nues, bras et jambes écartés devant le peintre. Il a ainsi cassé tout rapport à l'érotisme que l'on pouvait voir dans son œuvre, et a appuyé son propos sur l'observation du corps pour ce qu'il a de matériel, au même titre que son whippet. Il dira lui-même : « If I had thought it odd to paint them, I would never have done so. »

Malgré un processus de création qui s'imprègne de l'intime et du lien avec ses proches. La scène de son atelier vide, sans personne d'autre puisque même David Dawson qui a été son assistant durant de longues années devait sortir au moment où Freud commençait à peindre, puis la nudité. Lucian Freud était complètement imperméable à ses sentiments dans son œuvre. Il s'expliquera clairement à ce sujet : « ce n'est jamais une situation érotique, le modèle et moi, nous faisons un tableau, pas l'amour »,
.

### La cote de l'œuvre
- Naked Woman on a Sofa (1984-1985) est vendu aux enchères, en 2005, pour 4,353 millions d'euros.
- Le 13 mai 2008, un nu intitulé Benefits Supervisor Sleeping, daté de 1995, est vendu par Christie's à Londres. Le montant final des enchères, près de 34 millions d'euros, fait de cette œuvre la plus chère pour un artiste encore vivant[21].
- Le 13 octobre 2011, le petit portrait de Charlie Lumley, Boy's Head (tête de garçon), daté de 1952, est vendu par Sotheby's à Londres pour 3,2 millions de livres (5 millions de dollars)[22]. Cette vente a attiré beaucoup d'attention médiatique.
- Le 5 mars 2019, le petit portrait du jeune Garech Browne, daté de 1956, est vendu par Sotheby's à Londres pour 6.700.000 €.